# ポーランド・リトアニア・ドイツ騎士団戦争
ポーランド・リトアニア・ドイツ騎士団戦争は、1409年から1411年にかけて、ポーランド王国・リトアニア大公国が連合して、ドイツ騎士団と戦った戦争である。ポーランドでは大戦争（ポーランド語: Wielka wojna）と呼ばれる。ジェマイティヤ蜂起を発端として、ドイツ騎士団は1409年8月にポーランドに侵攻した。しかし両陣営ともに全面戦争の準備が整っていなかったため、ローマ王ヴェンツェルの仲介を受け入れ9か月間の停戦で合意した。この期限が切れた1410年6月、ポーランド・リトアニア連合軍は中世ヨーロッパ最大級の戦闘であるタンネンベルクの戦いでドイツ騎士団を破った。この時、ドイツ騎士団の主要人物のほとんどが戦死するか捕虜となった。しかし残存軍は首都マリエンブルクを守り切り（マリエンブルク包囲戦）、1411年の第一次トルンの和約では領土損失を最小限に抑えた。領域をめぐる戦争は1422年にメウノ条約が結ばれるまで断続的に続いたが、もはやドイツ騎士団はかつての勢力を取り戻すことができず、賠償金の負担によって内部抗争や領域内の経済衰退が起こった。この戦争は、ポーランド・リトアニア合同が中東欧の覇権国家にのし上がった歴史上の画期といえる。

## 歴史的背景

ポーランド王国とリトアニア大公国 (1386年–1434年)

1230年、十字軍以来の騎士修道会であるドイツ騎士団はクルメアラント（現ポーランド、クヤヴィ＝ポモージェ県）に本拠地を移し、マゾフシェ公コンラト1世の求めに応じて異教徒のプルーセン人に対するプロイセン十字軍を実施した。ローマ教皇や神聖ローマ皇帝の援助を受けた騎士団は、1280年代までにプロイセンを征服して住民の改宗を終え、その目を未だキリスト教を受容していなかったリトアニア大公国に向けた。約100年に及ぶリトアニア十字軍を通じて、ドイツ騎士団はジェマイティヤを中心にリトアニア人の土地に侵攻し、略奪し、破壊した。1237年にリヴォニア帯剣騎士団を吸収していたドイツ騎士団は、リヴォニアとプロイセンを隔てているジェマイティヤの征服に重点を置いたのである。騎士団は国境地帯を荒廃させるほど苛烈な攻撃を行ったにもかかわらず、ほとんど領土を拡大できなかった。大公国側は、内戦中の1383年にドゥビサ条約でジェマイティヤをドイツ騎士団に引き渡すことに同意した。この後、内戦の当事者であるヨガイラとヴィータウタスは、ドイツ騎士団の援助を取り付けるためにジェマイティヤ割譲履行というカードを駆け引きの具とした。
1385年、リトアニア大公ヨガイラがポーランド女王ヤドヴィガと結婚し、両国のクレヴォ合同が成立した。ヨガイラはカトリックに改宗してポーランド王ヴワディスワフ2世として戴冠し、ポーランド王国とリトアニア大公国は同君連合状態になった。これにより、ドイツ騎士団は異教徒の改宗というリトアニア侵攻の口実を失った。そこで騎士団は、ヨガイラの改宗は誠実なものではないと教皇庁に訴えた。ジェマイティヤでは領土抗争が続いており、1404年のラチョンシュの和約では再びドイツ騎士団による領有が認められていたが、ヨガイラからリトアニア大公国の統治を任されたヴィータウタスは、ジェマイティヤ住民の反騎士団運動を裏から支援していた。ポーランドも、ドブジンやグダンスクをめぐってドイツ騎士団と対立していたが、両国は1343年のカリシュ条約以降は平和的な関係が続いていた。ポーランド・リトアニアとドイツ騎士団の間には、経済的な火種もあった。騎士団はこの地域の三大河川（ネマン川・ヴィスワ川・ダウガヴァ川）の河口を抑え、ここでの貿易を独占していた。

## 戦争の原因

### 蜂起、開戦と停戦
1409年5月、第二次ジェマイティヤ蜂起が勃発した。これはジェマイティヤ人がドイツ騎士団による支配を嫌って起こしたもので、ヴィータウタスは裏で自分の将軍を送り込み指揮させるなどして反乱を支援していた。これを発端に公然とドイツ騎士団とリトアニアの衝突がはじまると、ポーランドのヨガイラはリトアニアを支援し、ドイツ騎士団に自らの参戦をちらつかせて脅迫した。ジェマイティヤから反抗勢力を追い払ったドイツ騎士団総長ウルリッヒ・フォン・ユンギンゲンは、8月6日にポーランドとリトアニアへ宣戦布告した。ドイツ騎士団は各個撃破を狙い、ポーランド領のヴィエルコポルスカおよびクヤフスキに奇襲侵攻した。彼らはドブジンの城塞を焼き、14日の包囲の末にボブロフスキを攻略し、ブィドゴシュチュをはじめいくつかの都市を奪取した。これに対しポーランド軍は反撃に出てヴィドゴシュチュを奪回した。ジェマイティヤ人はメーメル（現クライペダ）のドイツ騎士団城塞を攻撃した。ただ、ここまでの戦争では両陣営とも充分な戦争の準備が整っておらず、全面戦争とまでは至っていなかった。
ローマ王ヴェンツェルの仲介により、1409年10月8日に停戦が結ばれた。有効期限は1410年6月24日とされた。両陣営はこの時間で新たな戦争への準備を進め、国内から軍を集め外交戦を繰り広げた。また互いに書簡を送りあい、相手のさまざまな不正行為やキリスト教を脅かす行為を非難した。ドイツ騎士団から6万フローリンを受け取ったヴェンツェルは、ジェマイティヤは完全にドイツ騎士団のものと宣言し、ドブジンだけをポーランドに返還させた。またドイツ騎士団は、ヴェンツェルの弟でモルダヴィアへの領土的野心のために騎士団の力を借りようとしていたハンガリー王ジグムンドに30万ドゥカートを支払った。これをうけてジグムンドはリトアニア大公であるヴィータウタスに王冠をちらつかせて懐柔し、ポーランド・リトアニア間の同盟を解体させようとした。もしこれにヴィータウタスが飛びついたとしたら、それは1392年のオストルフ合意に背くものであり、ポーランドとリトアニアの間に再び不和が生まれるのは確実だった。これと同じころ、ヴィータウタスはリヴォニア騎士団と停戦を結ぶことに成功していた。

### 両陣営の戦略と進路

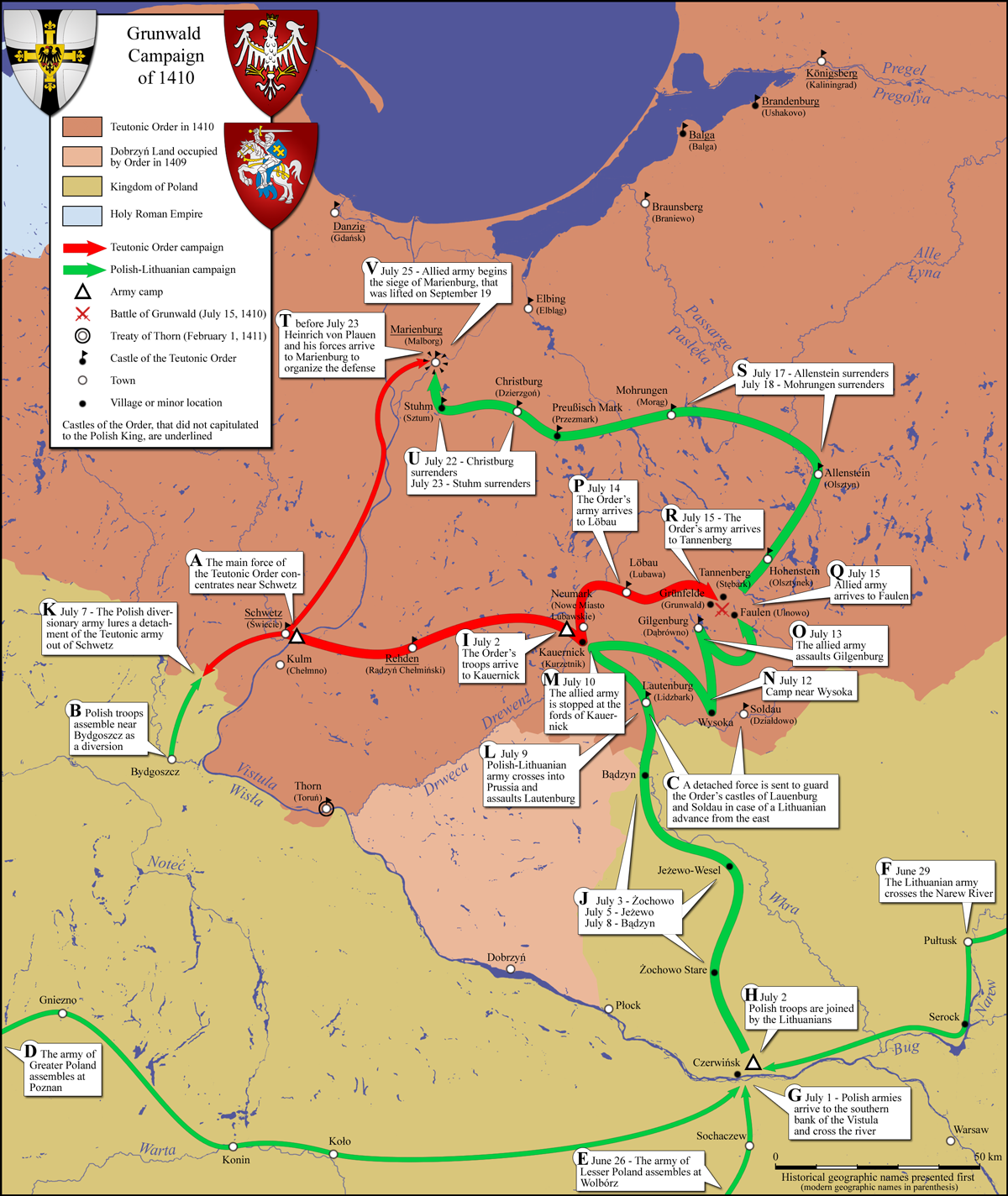
1410年の両軍の動き

1409年12月までに、ヨガイラとヴィータウタスは基本的な戦略をまとめた。両国は連合して巨大な軍団を編成し、ドイツ騎士団国の首都マリーエンブルク（現マルボルク）を目指すことになった。一方防衛側に回ることになったドイツ騎士団は、敵の両国軍が合同して侵攻してくることを想定しておらず、ポーランド軍はヴィスワ川からダンツィヒへ、リトアニア軍はネマン川からラグニット（現ネマン）へ進出してくると想定して二正面作戦に備えていた。裏をかかれたことに気づいたウルリッヒ・フォン・ユンギンゲンは、各地に展開して敵の侵攻に備えていた軍を、その中間付近にあるシュヴェツ（現シュヴィエチェ）に集結させた。ヨガイラとヴィータウタスは、自分たちの意図を隠すために国境地帯の各地を襲撃して、ドイツ騎士団の部隊を釘付けにした。
そうしてからポーランド・リトアニアの各軍は、国境から80kmほど手前のチェルヴィンスクに集結し、ヴィスワ川に舟橋をかけて一斉に渡河した。彼らは多民族の混合・連合軍でありながら、この並外れて正確で協調の取れた機動を、1410年6月24日から30日のわずか1週間ほどで完遂した。さらに渡河後に、マゾフシェのヤヌシュ1世スタルシとシェモヴィト4世が合流した。7月3日、この大軍勢はマリエンブルクに向けて北上を開始し、9日にドイツ騎士団国領に入った。ポーランド・リトアニア軍の動きを把握したウルリッヒ・フォン・ユンギンゲンは、シュヴェツにハインリヒ・フォン・プラウエンと3000人の兵を残し、自ら本軍を率いてカウエルニク（現クジェトニク）付近のドレヴェンツ川（ドルヴェンツァ川）に防衛線を張りに向かった。7月11日、ヨガイラは、その敵軍が強固な防衛線を敷いている地点を避ける方針を固めた。すなわち、北東から南西へ流れる川から一旦離れて東に向かい、川を迂回する動きに出たのである。ドイツ騎士団はローバウ（ルバヴァ）で川を渡り、ポーランド・リトアニア軍と並行するように東へ進んだ。ポーランド・リトアニア軍は、行軍の途中でギルゲンブルク（ドンブルヴノ）の村を蹂躙した。フォン・ユンギンゲンはこうした敵の蛮行に激怒し、戦場で彼らを打ち破ることを誓った。

### グルンヴァルトの戦い

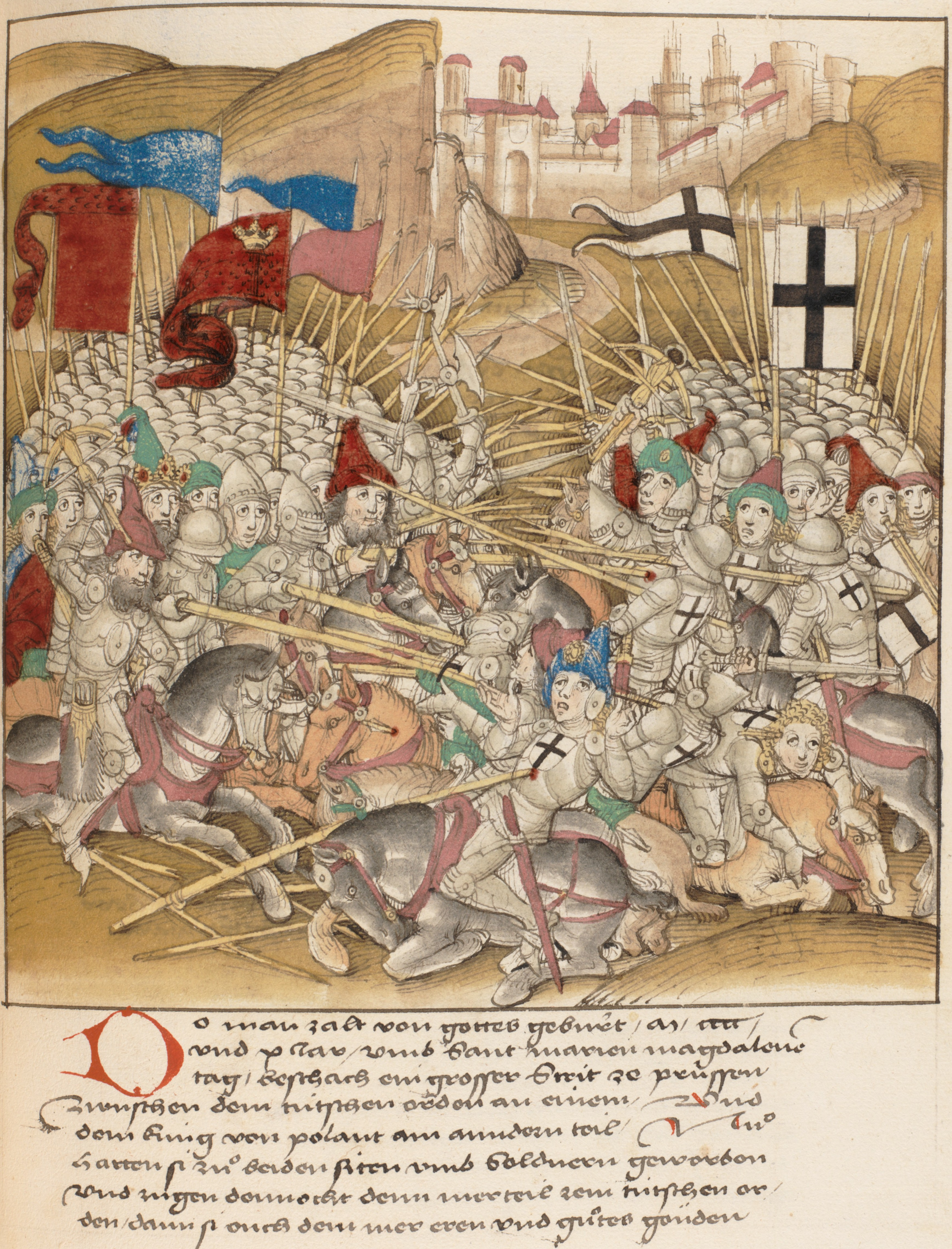
グルンヴァルトの戦い

1410年7月15日、グルンヴァルト、タンネンベルク（ステンバルク）、ルートヴィヒスドルフ（ウォドヴィゴヴォ）といった村々の間で、グルンヴァルトの戦い（タンネンベルクの戦い）が発生した。現代の歴史家の推計では、ポーランド・リトアニア軍は1万6500人から3万9000人、ドイツ騎士団は1万1000人から2万7000人の兵力を擁していた。ポーランド・リトアニア軍を構成する人々は民族的にも宗教的にも多様で、カトリック教徒のポーランド軍、リトアニア軍に隣り合って、異教徒のジェマイティヤ人、正教徒のルーシ人、ムスリムのタタール人が戦った。なお。22人の人々（大半がドイツ系）がドイツ騎士団側について戦っている。
ドイツ騎士団側は敵を挑発して攻撃させるために、「ヨガイラとヴィータウタスを戦場で助けるように」と言っていわゆるグルンヴァルトの双剣を送り付けた。最初にリトアニア軍が攻撃を仕掛けたものの、1時間以上にわたる激しい戦闘の末、リトアニア軍が総退却を始めた。これが作戦通りの偽装撤退だったのか、それとも本当に敗走していたのかは現在でも議論が続いている。その後ポーランド軍と衝突したドイツ騎士団は、ヨガイラの本営にまで迫った。ある騎士はヨガイラ本人のところにまで至ったが、王の側近ズビグニェフ・オレシニツキに防がれた。次第にポーランド軍が盛り返してくると、戦場を離脱していたリトアニア軍が戻ってきた。騎士団総長ウルリッヒ・フォン・ユンギンゲンは、リトアニア軍の戦列を突破しようとしたが戦死した。指揮官を失い包囲されたドイツ騎士団は、陣営に戻ってウォーワゴンによる守りを固めるために撤退し始めたが、この防衛体制は瞬く間に破られ、ドイツ騎士団の陣は蹂躙され、戦場で死んだ騎士以上の数のドイツ騎士団員がここで殺害された。
ドイツ騎士団は8000人の戦士が戦死し、14000人が捕虜となった。ウルリッヒ・フォン・ユンギンゲンをはじめ、ドイツ騎士団の中心人物もほとんどがこの戦いで死んだ。ヴェルナー・フォン・テッティンガーら残った首脳部はエルビング（現エルブロンク）のコマンドリーに逃れた。その後1410年11月11日にクラクフで行われた戦闘の後、一般兵や傭兵の捕虜のほとんどは解放された。しかし、貴族は留め置かれ、ドイツ騎士団にそれぞれ高額な身代金が要求された。

### マリエンブルク包囲戦

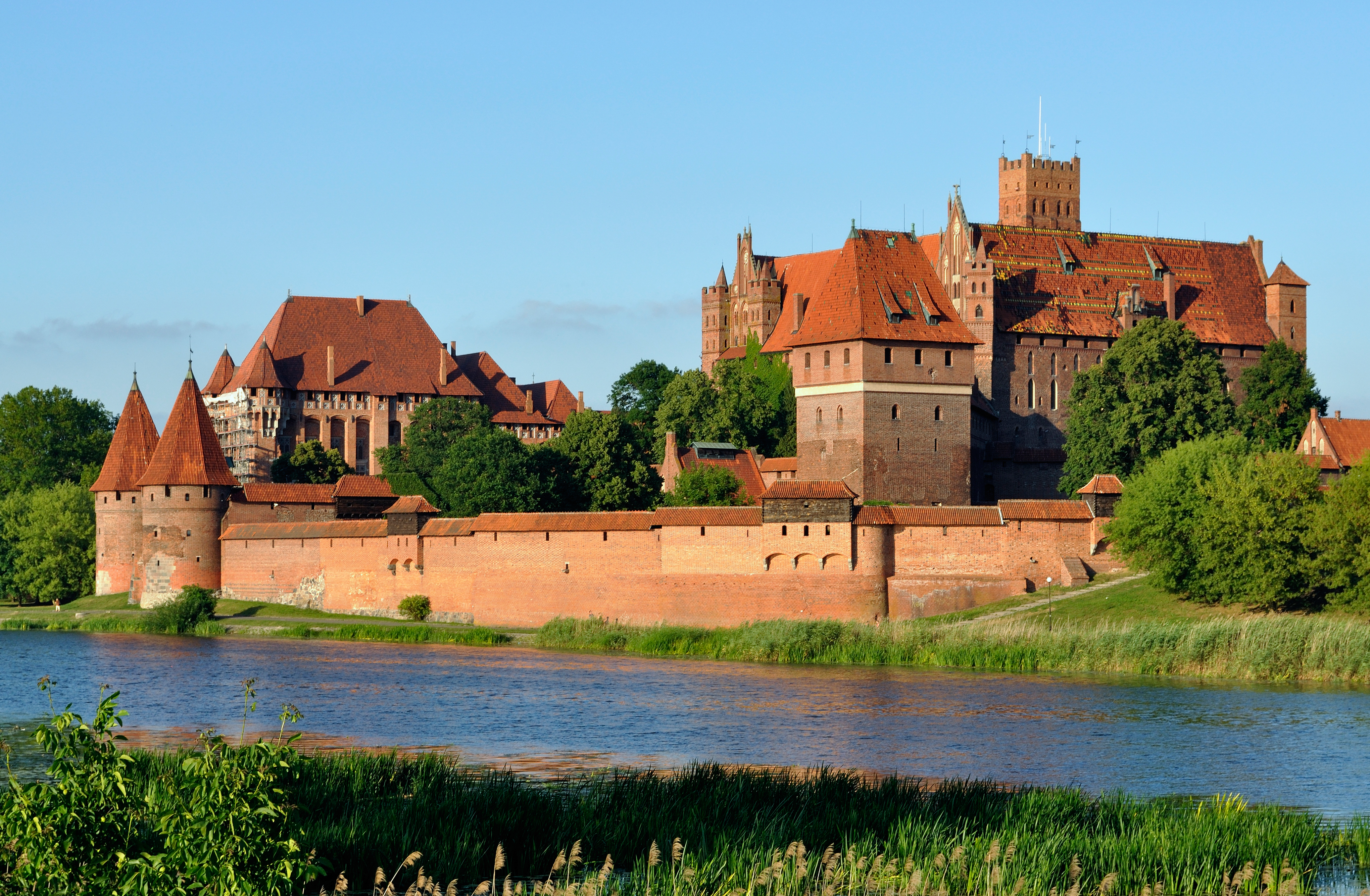
マリエンブルク（マルボルク）城

グルンヴァルトの戦いの後、ポーランド・リトアニア軍は3日間戦場にとどまり、その後1日に平均15㎞というかなりゆるやかな速度でドイツ騎士団国の首都マリエンブルクに向かった。7月26日まではこのマリエンブルク城はまともな防備が整えられていなかったが、ポーランド・リトアニア軍の進軍遅延のおかげで、新総長ハインリヒ・フォン・プラウエンは城の守りを固めることができた。ポーランドの歴史家パヴェウ・ヤシェニツァは、このポーランド・リトアニア軍の動きはヴィータウタスおよびリトアニアとの微妙な力関係に配慮したヨガイラの意図的なものだったと推測してるが、一次史料が不足しているために決定的な結論は出されていない。
一方でヨガイラは、他の各地のドイツ騎士団要塞に部隊を派遣した。ほとんどの要塞は抵抗せず降伏し、その中にはダンツィヒ（グダンスク）、トルン、エルビング（エルブロンク）も含まれていた。ドイツ騎士団の手中に残った要塞は8つだけだった。ポーランド・リトアニア軍はマリエンブルクを包囲したが、長期戦への備えが不充分だったため、弾薬不足、士気の低下、赤痢に苦しめられた。ドイツ騎士団は同盟者であるハンガリー王ジグムンドやローマ王ヴェンツェルに助けを求め、またリヴォニア騎士団はドイツ騎士団に金銭的・軍事的支援を約束した。9月19日、ポーランド・リトアニア軍はマリエンブルク攻略を諦め、占領した城塞に守備兵を残して撤退した。ドイツ騎士団はすぐさま失った城塞のほとんどを奪還した。10月末の時点で、ポーランドは奪った城塞のうち国境地帯の4つしか保持できていなかった。ヨガイラは新たに遠征軍を組織し、10月10日にコロノヴォの戦いで改めてドイツ騎士団を破った。その後、両陣営は交渉を始めることで合意した。

## 戦後

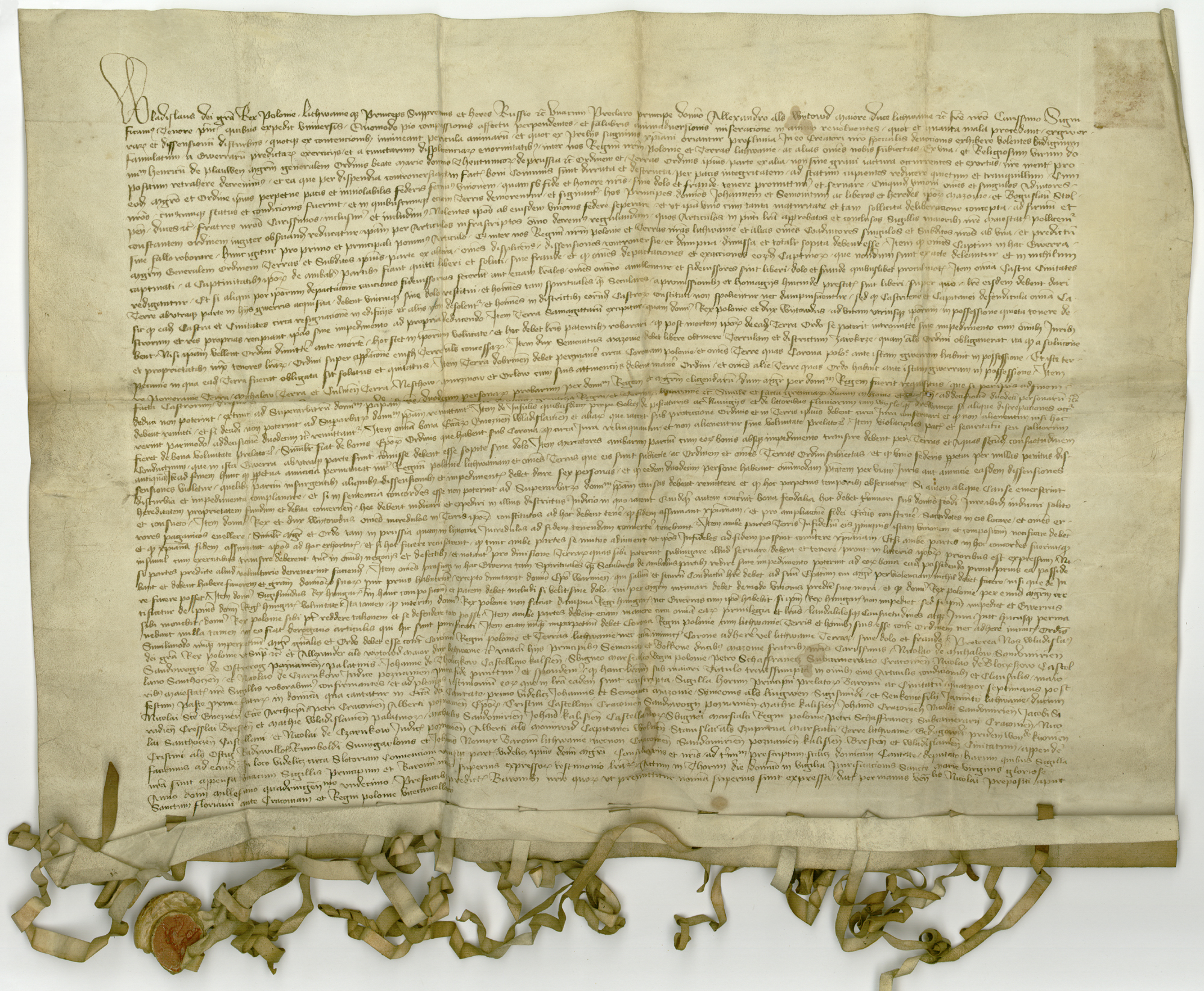
第一次トルンの和約

1411年2月1日、第一次トルンの和約が結ばれた。ドイツ騎士団はドブジンをポーランドに譲り、ヨガイラとヴィータウタスの存命中に限りジェマイティヤへの請求権を放棄した。ただ、その後も1414年の飢餓戦争や1422年のゴルフ戦争といった衝突が繰り返され、領土問題が解決されるのは1422年のメウノ条約を待たねばならなかった。ポーランド・リトアニアは軍事的には圧倒的な勝利を挙げたにもかかわらず、それを上手く外交に活かすことができなかった。とはいえ、第一次トルンの和約でドイツ騎士団に課された賠償金や捕虜の身代金は莫大なもので、騎士団を再起不能に追い込むには充分だった。彼らはイングランド王の年収10年分にあたる賠償金を銀貨で4年賦により支払わされたのである。そのためドイツ騎士団は多額の借金をして、教会から金銀を没収し、領内に重税をかけた。また軍事的にも、グルンヴァルトの戦いで大損害を被ったドイツ騎士団の余力では領土を守り切ることができず、しかもリトアニアがキリスト教国になってしまったために、十字軍を宣言してヨーロッパ各地から新たな騎士を集めることもできなくなってしまった。その埋め合わせとして新総長ハインリヒ・フォン・プラウエンは傭兵に頼らざるを得なくなり、これが騎士団の財政悪化に拍車をかけた。騎士団の内紛、経済の衰退、重税といった悪政が重なったことで、1441年には都市を中心とした対抗勢力プロイセン同盟が結成された。この争いにポーランドも介入し、1454年に十三年戦争が勃発することになる。